# Jonas Sidrén
Jonas Sidrén född 1723 (döpt 11 januari i Skara), död 1 maj 1799, var en svensk läkare och professor i medicin och anatomi i Uppsala.

## Biografi
Föräldrar var prosten och kyrkoherden i Vinköl Jonas Erici Sidrenius och Catharina Hedenström. 
Sidrén blev student vid Uppsala universitet 1742. Han var en av Linnés lärjungar och blev medicine doktor 1751. År 1753 utsågs han till intendent vid Sätra brunn, och var detta fram till 1767. Åren 1767-1788 var han professor i praktisk medicin i Uppsala och fram till 1774 även i anatomi. 
Han blev ledamot av Collegium medicum 1773 och av Vetenskapssocieteten i Uppsala från 1774.
Sidrén var gift med Vendela Borell.